# Chikako Ōgushi
Chikako Ōgushi (jap. 大串　千佳子, Ōgushi Chikako; * 19. Oktober 1979) ist eine ehemalige japanische Marathonläuferin.
2006 wurde sie Sechste beim Nagano-Marathon und siegte beim Athen-Marathon.
2007 wurde sie mit ihrer persönlichen Bestzeit von 2:39:38 h erneut Sechste in Nagano.